# Adlerhorst
Adlerhorst (Nederlands: Adelaarsnest) was een hoofdkwartier van Adolf Hitler dat in 1939 in Langenhain-Ziegenberg (gemeente Ober-Mörlen) bij Bad Nauheim (in Hessen) gebouwd werd. Het complex was ontworpen door Albert Speer. Hitler was echter niet tevreden met het complex; hij vond het te royaal, wat in strijd was met zijn bedoelingen om over te komen als een doorsnee soldaat. Hij liet een ander hoofdkwartier bouwen in de Eifel, met de naam Felsennest, van waaruit hij de aanval op het westen leidde in 1940.
Tijdens het Ardennenoffensief, in december 1944, gebruikte veldmaarschalk Gerd von Rundstedt het complex als zijn hoofdkwartier. Hitler maakte op dat moment gebruik van een kleiner nabijgelegen bunkercomplex, bij Wiesenthal. Het complex dat Hitler gebruikte bestond uit verschillende houten gebouwen met enkele ondergrondse bunkers.
Kort voor het einde van de oorlog bombardeerden de Amerikanen het complex. Enkele van de intact gebleven gebouwen worden gebruikt door de Bundeswehr.

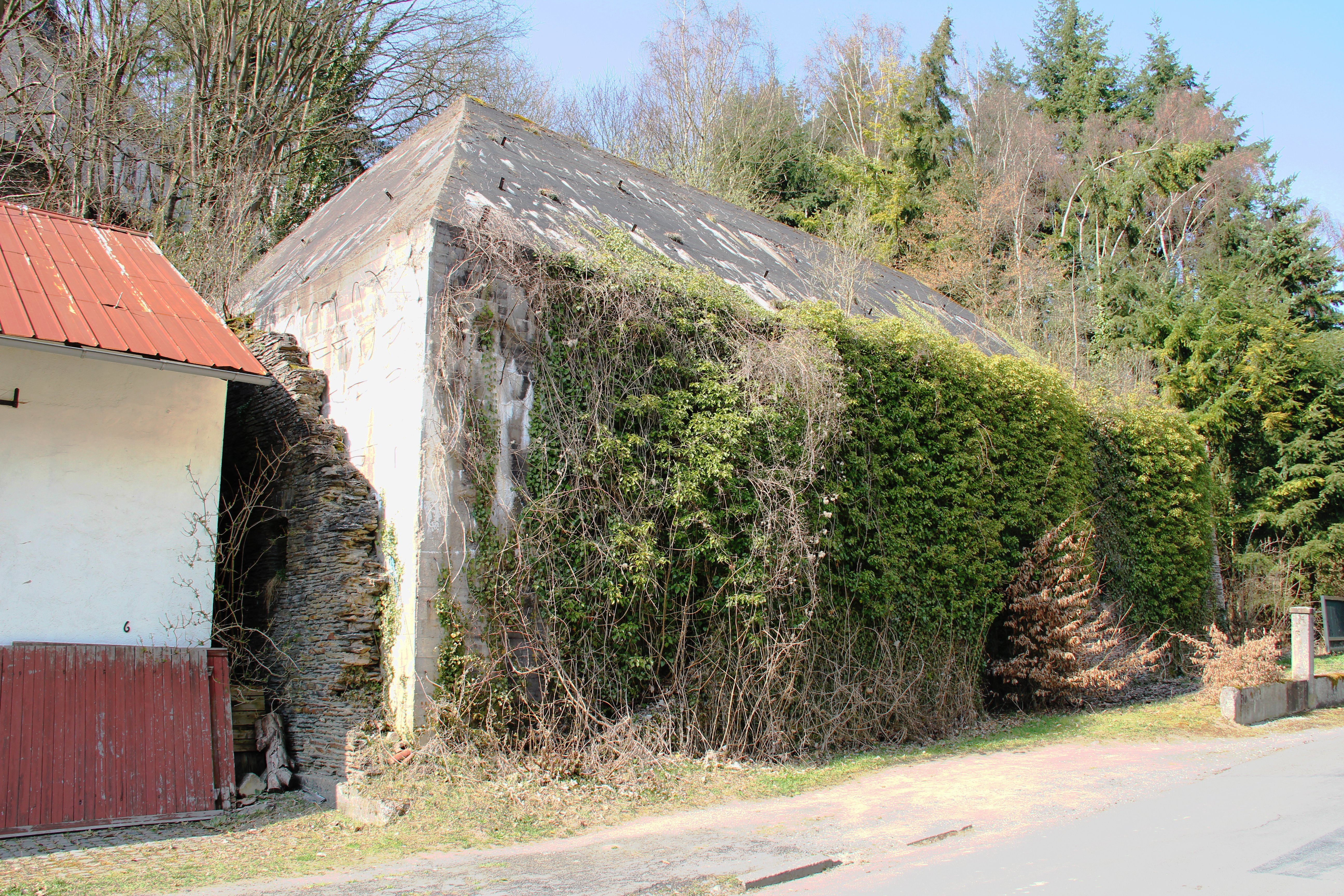
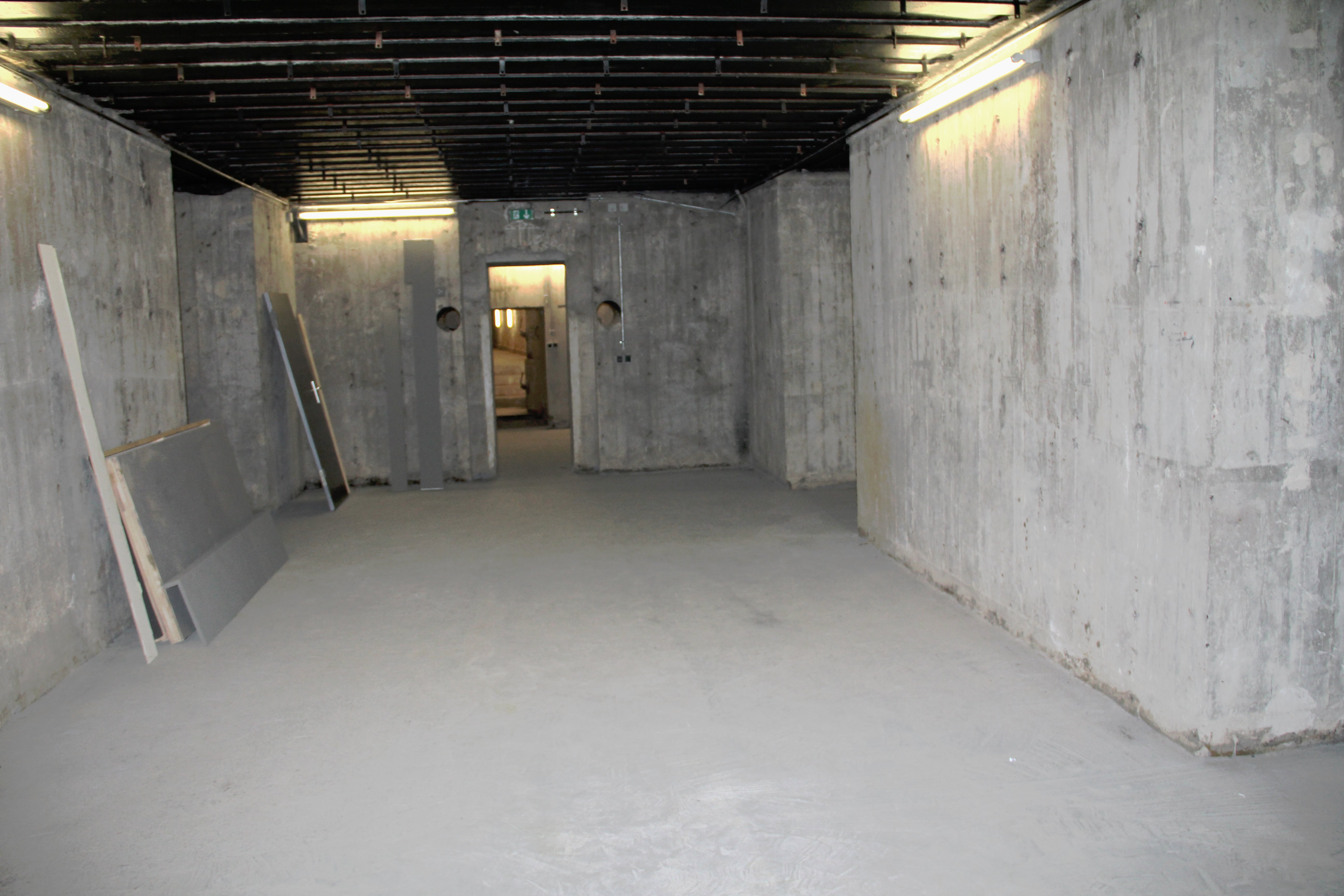

Adlerhorst ·
Anlage Mitte ·
Anlage Süd ·
Bärenhöhle ·
Felsennest ·
Siegfried ·
Tannenberg ·
Waldwiese ·
Wasserburg ·
Werwolf ·
Wolfsschanze ·
Wolfsschlucht I ·
Wolfsschlucht II

Andere verblijfsplaatsen van Adolf Hitler: Berghof ·
Rijkskanselarij (met Führerbunker)
- Gemeinsame Normdatei: 4531835-9
- Virtual International Authority File: 239191517